# Chaatl Island
Chaatl Island är en ö i Kanada.   Den ligger i ögruppen Haida Gwaii i North Coast Regional District i provinsen British Columbia, i den västra delen av landet, 4 100 km väster om huvudstaden Ottawa. Arean är 38 kvadratkilometer.
Terrängen på Chaatl Island är kuperad. Öns högsta punkt är 708 meter över havet. Den sträcker sig 5,6 kilometer i nord-sydlig riktning, och 13,6 kilometer i öst-västlig riktning.
I omgivningarna runt Chaatl Island växer i huvudsak barrskog. Trakten runt Chaatl Island är nära nog obefolkad, med mindre än två invånare per kvadratkilometer.